# Комаровский сельсовет (Пензенская область)
Комаровский сельсовет — муниципальное образование со статусом сельского поселения в Кузнецком районе Пензенской области Российской Федерации.
Административный центр — село Комаровка.

## История
Статус и границы сельского поселения установлены Законом Пензенской области от 2 ноября 2004 года № 690-ЗПО «О границах муниципальных образований Пензенской области».

## Население
| 2002 | 2010  | 2012  | 2013 | 2014 | 2015 | 2016 |
| ---- | ----- | ----- | ---- | ---- | ---- | ---- |
| 1099 | ↘1012 | ↘966  | ↘949 | ↘934 | ↗953 | ↘940 |
| 2017 | 2018  | 2021  |      |      |      |      |
| ↘926 | ↘911  | ↗1024 |      |      |      |      |

## Состав сельского поселения
| № | Населённый пункт | Тип населённого пункта       | Население |
| - | ---------------- | ---------------------------- | --------- |
| 1 | Дворики          | село                         | ↘154      |
| 2 | Журчалка         | хутор                        | ↗4        |
| 3 | Комаровка        | село, административный центр | ↗689      |
| 4 | Новостройка      | деревня                      | ↘66       |
| 5 | Сосновка         | село                         | ↘99       |